# Conspiracy of One
Conspiracy of One é um álbum de estúdio da banda estadunidense The Offspring, lançado dia 14 de novembro de 2000 pela gravadora Columbia Records.
O álbum é um Enhanced CD com videoclipes de karaokê para as canções "Original Prankster" e "One Fine Day" e uma prévia da MTV dos videoclipes do álbum de estúdio anterior, Americana.
Foi o último álbum de estúdio da banda com o baterista Ron Welty, já que no álbum de estúdio seguinte, Splinter, o baterista de estúdio foi Josh Freese, sendo que Ron ficou com a banda até 2003 (ano de lançamento de Splinter), mas tocou apenas nos concertos.
| Críticas profissionais                                                      | Críticas profissionais |
| Avaliações da crítica                                                       | Avaliações da crítica  |
| Fonte                                                                       | Avaliação              |
| --------------------------------------------------------------------------- | ---------------------- |
| allmusic                                                                    | [ 10 ]                 |
| Rolling Stone                                                               | [ 11 ]                 |
| Esta tabela precisa de ser acompanhada por texto em prosa. Consulte o guia. |                        |

## Faixas[12]
Todas as canções foram escritas por Dexter Holland.
1. "Intro" – 0:05
2. "Come Out Swinging" – 2:47
3. "Original Prankster" (com vocais de Redman) – 3:42
4. "Want You Bad" – 3:23
5. "Million Miles Away" – 3:40
6. "Dammit, I Changed Again" – 2:49
7. "Living In Chaos" – 3:28
8. "Special Delivery" – 3:00
9. "One Fine Day" – 2:45
10. "All Along" – 1:39
11. "Denial, Revisited" – 4:33
12. "Vultures" – 3:35
13. "Conspiracy Of One" – 2:17

### Bônus no Canadá
1. "Dare To Be Stupid" (cover de "Weird Al" Yankovic) – 3:25

### Bônus na Austrália e Europa
1. "Huck It" – 2:38

### Bônus na versão em vinil
1. "80 Times" (cover de T.S.O.L.) – 2:07

## Desempenho nas paradas musicais
| Parada musical                     | Melhor posição | Certificação | Vendas            |
| ---------------------------------- | -------------- | ------------ | ----------------- |
| Parada de álbuns da Austrália      | 4              | 2× Platina   | Mais de 140,000   |
| Parada de álbuns da Áustria        | 5              | Ouro         | Mais de 10,000    |
| Parada de álbuns da Bélgica        | 18             | —            | —                 |
| Parada de álbuns do Canadá         | 4              | 2× Platina   | Mais de 70,000    |
| Parada de álbuns da Finlândia      | 4              | Platina      | Mais de 29,330    |
| Parada de álbuns da França         | 3              | 2× Ouro      | 80,000            |
| Parada de álbuns da Alemanha       | 8              | —            | —                 |
| Parada de álbuns da Itália         | 12             | —            | —                 |
| Parada de álbuns do Japão          | 2              | 2× Platina   | Mais de 400,000   |
| Parada de álbuns dos Países Baixos | 32             | —            | —                 |
| Parada de álbuns da Nova Zelândia  | 11             | Ouro         | Mais de 7,500     |
| Parada de álbuns da Noruega        | 11             | —            | —                 |
| Parada de álbuns da Polônia        | 7              | Ouro         | Mais de 15,000    |
| Parada de álbuns da Suécia         | 8              | Ouro         | Mais de 20,000    |
| Parada de álbuns da Suíça          | 4              | Platina      | Mais de 40,000    |
| Parada de álbuns do Reino Unido    | 12             | Ouro         | Mais de 100,000   |
| Billboard 200 (Estados Unidos)     | 9              | Platina      | Mais de 1,000,000 |

## Formação
- Dexter Holland – Vocal e guitarra rítmica
- Noodles – Guitarra líder e vocal de apoio
- Greg K. – Baixo e vocal de apoio
- Ron Welty – Bateria